# Stephan Breuing

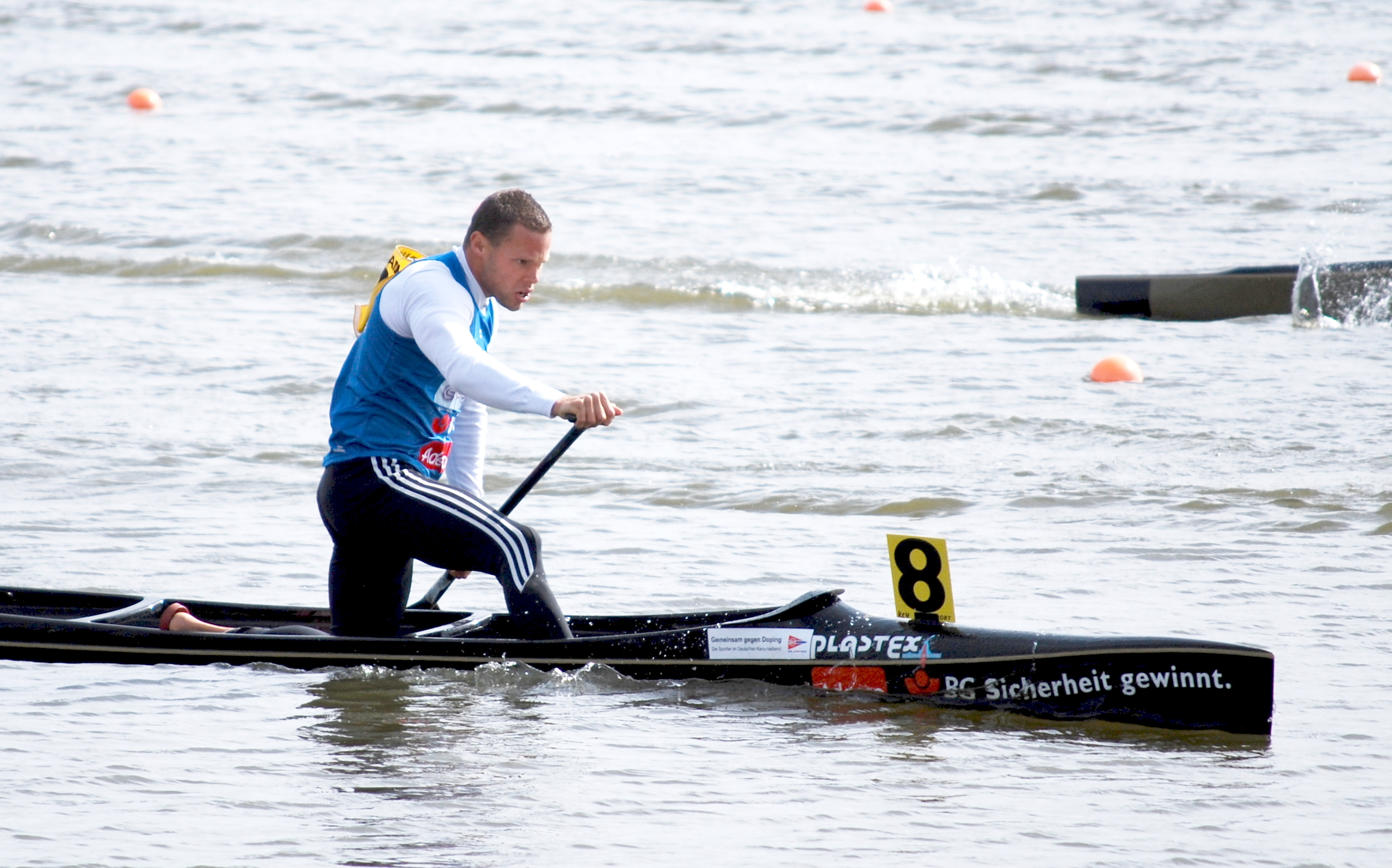
Stephan Breuing im C1 bei der DM in Hamburg 2007

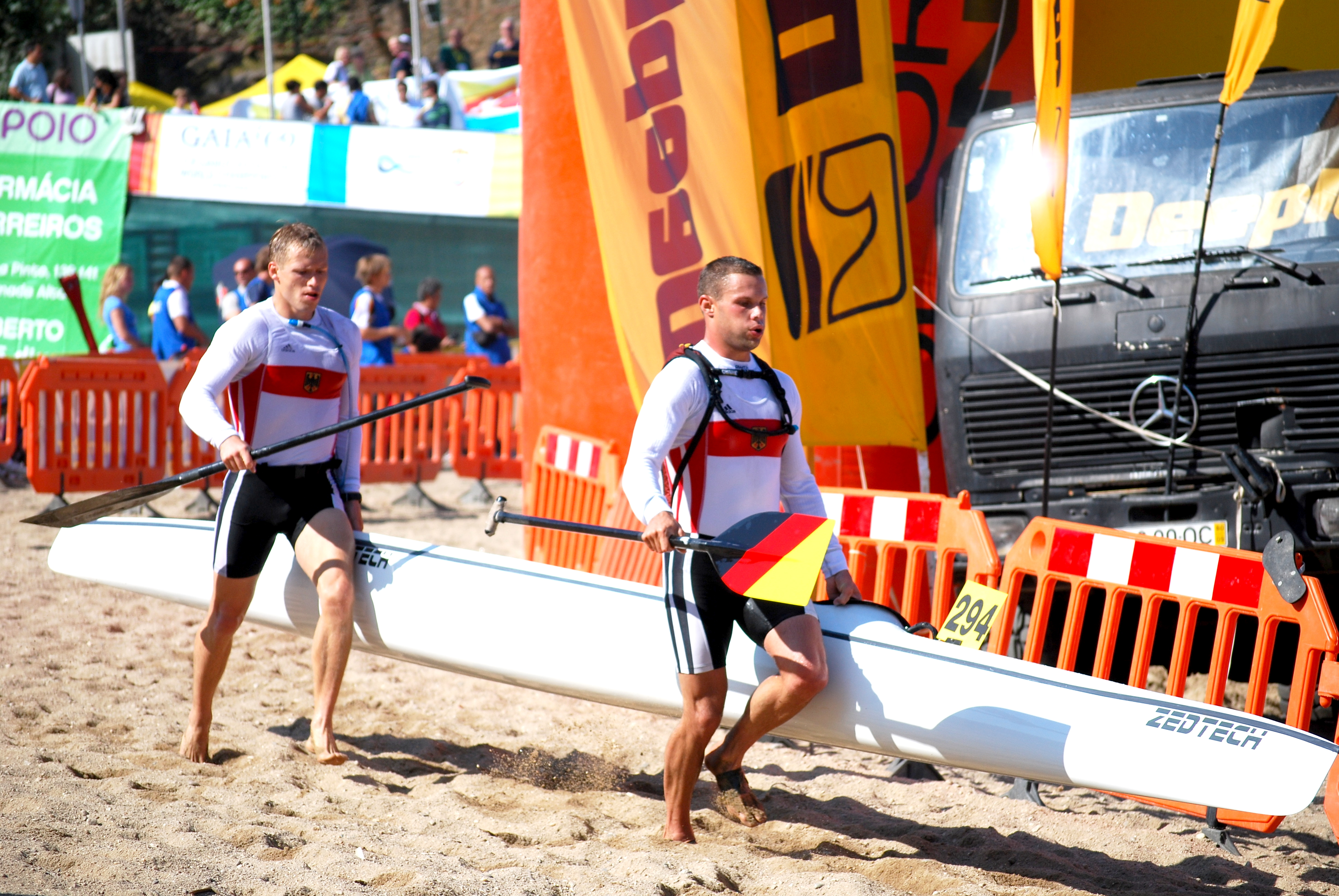
Breuing und Ebhardt bei der Marathon-WM 2009 in Portugal

Stephan Breuing (* 21. September 1985 in Bochum) ist ein deutscher Kanute.
Die ersten großen internationalen Erfolge erzielte Breuing 2001 bei der Junioren-WM, als er zusammen mit Tomasz Wylenzek, im Zweier-Canadier über 500 m sowie im Vierer-Canadier über 1000 m, Juniorenweltmeister wurde.
Bei den Europameisterschaften 2005 und 2006 gewann er im Vierer-Canadier über 1000 m. Breuing gehört der Rennmannschaft des Kanu Club Wiking Bochum an. Zusammen mit seinem Partner Tomasz Wylenzek von der KG Essen, war er von 2003 bis 2008 im Zweier-Canadier über 200 und 1000 m national ungeschlagen. Seinen größten Erfolg feierte Stephan Breuing 2006 mit dem Gewinn der Weltmeisterschaft im Vierer-Canadier über 1000 m in Szeged/Ungarn.
Insgesamt wurde er 3-mal Weltmeister und 4-mal Europameister. 2007 erhielt Stephan Breuing die Auszeichnung des Landes NRW für besondere sportliche Leistungen verliehen.

## Erfolge
- 42-facher Deutscher Meister
- 2001 JWM 2. C4 500 m, 1. C2 500 m, 1. C4 1000 m
- 2002 JEM 3. C1 1000 m
- 2003 JWM 3. C1 500 m, 2. C4 1000 m
- 2004 U23-EM 3. C2 500 m, 1. C2 1000 m, 3. C4 1000 m
- 2005 EM 1. C4 1000 m, 3. C4 500 m, 3. C4 200 m
- 2005 WM 3. C4 1000 m, 4. C4 500 m, 4. C4 200 m
- 2006 EM 1. C4 1000 m, 7. C4 200 m
- 2006 WM 1. C4 1000 m, 5. C4 200 m
- 2008 U23-EM 5. C4 500 m, 2. C4 1000 m